# 安东尼奥·安德森
安东尼奥·安德鲁·安德森（英語：Antonio Andrew Anderson，1985年6月5日—），美国NBA联盟职业篮球运动员。